# Vlasta Děkanová
Vlasta Děkanová, née le 5 septembre 1909 à Prague et morte le 16 octobre 1974  dans la même ville, est une gymnaste artistique tchécoslovaque.

## Palmarès

### Jeux olympiques
- Berlin 1936
  -  médaille d'argent au concours par équipes

### Championnats du monde
- Prague 1938
  -  médaille d'or au concours général individuel
  -  médaille d'or au concours par équipes
- Budapest 1934
  -  médaille d'or au concours général individuel
  -  médaille d'or au concours par équipes